# Ашангинское сельское поселение
Се́льское поселе́ние «Ашанги́нское» (бур. Ашангын hомон) — муниципальное образование в Хоринском районе Бурятии Российской Федерации.
Административный центр — село Георгиевское.

## История
Статус и границы сельского поселения установлены Законом Республики Бурятия от 31 декабря 2004 года № 985-III «Об установлении границ, образовании и наделении статусом муниципальных образований в Республике Бурятия»

## Население
| 2002 | 2011  | 2012 | 2013 | 2014 | 2015 | 2016 |
| ---- | ----- | ---- | ---- | ---- | ---- | ---- |
| 1217 | ↘1023 | ↘982 | ↘961 | ↘931 | ↘915 | ↘890 |
| 2017 | 2018  | 2019 | 2020 | 2021 | 2023 | 2024 |
| ↘854 | ↘817  | ↘793 | ↘785 | ↗828 | ↘728 | ↗755 |

## Состав сельского поселения
| № | Населённый пункт | Тип населённого пункта       | Население |
| - | ---------------- | ---------------------------- | --------- |
| 1 | Амгаланта        | улус                         | ↘218      |
| 2 | Ашанга           | улус                         | ↘223      |
| 3 | Георгиевское     | село, административный центр | ↘579      |